# 高良倉吉

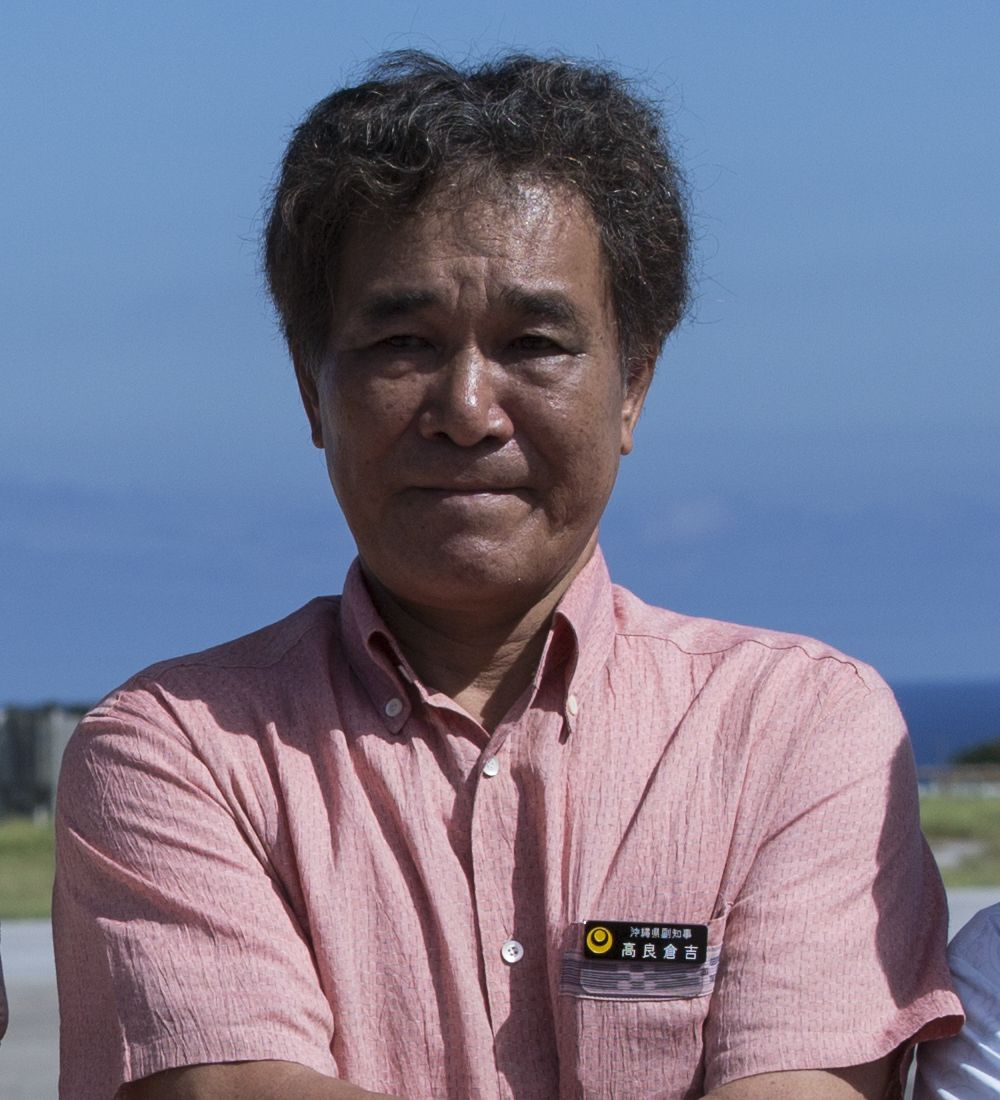
高良倉吉

高良 倉吉（たから くらよし、1947年10月1日 - ）は、日本の歴史学者。琉球大学名誉教授。主に琉球王国史を専門としている。

## 来歴
1947年、米国軍政下の沖縄・島尻郡伊是名村生まれ。同郡南大東村の小中学校を卒業後、1963年琉球政府（現：沖縄県）立首里高等学校に入学、1967年国費沖縄留学生として愛知教育大学に入学。1971年同大学教育学部中学校教員養成課程卒業。1973年沖縄史料編集所専門員、1987年沖縄県立博物館主査、1988年浦添市立図書館長を経て、1993年、「琉球王国史の基礎的研究」で九州大学から博士（文学）の学位を取得。1994年4月より琉球大学法文学部助教授、1995年同教授。1993年前期放送のNHK大河ドラマ『琉球の風』の監修者でもあった。
2013年3月定年退職し、同年4月より2014年12月まで仲井眞弘多県政で沖縄県副知事を務めた。
首里城再建（1992年11月落成）に大きく関わり、2019年10月に正殿が焼失し、内閣府「復元に向けた技術検討委員会」委員長として、再度復興に取り組んでいる。

## 著作
- 『琉球の時代 - 大いなる歴史像を求めて』（筑摩書房） 1980 / ちくま学芸文庫（新編） 2012
- 『沖縄歴史論序説』（三一書房） 1980
- 『沖縄歴史への視点』（沖縄タイムス社、タイムス選書） 1981
- 『御教条の世界 古典で考える沖縄歴史』（ひるぎ社、おきなわ文庫） 1982
- 『おきなわ歴史物語』（ひるぎ社、おきなわ文庫） 1984
- 『続・おきなわ歴史物語』（ひるぎ社、おきなわ文庫） 1986
- 『琉球から沖縄へ』（大塚勝久写真、ポプラ社、沖縄の自然と文化シリーズ） 1986
- 『琉球王国の構造』（吉川弘文館） 1987
- 『琉球王国史の課題』（ひるぎ社） 1989
- 『琉球王国』（岩波新書） 1993
- 『切ない沖縄の日々』（ボーダーインク） 1995
- 『「沖縄」批判序説』（ひるぎ社） 1997
- 『アジアのなかの琉球王国』（吉川弘文館） 1998
- 『琉球王国史の探求』（榕樹書林） 2011

### 共編著
- 『伊波普猷 沖縄史像とその思想』（金城正篤共著、清水書院、センチュリーブックス、人と歴史シリーズ） 1972
  - 新訂版『「沖縄学」の父・伊波普猷』（清水書院、清水新書） 1984 / 改版〈新・人と歴史〉 2017
- 『首里城入門　その建築と歴史』（首里城研究グループ編、ひるぎ社、おきなわ文庫）1991、代表
- 『図説・琉球王国』（田名真之共編、河出書房新社、ふくろうの本） 1993
- 『ペリーと大琉球』（玉城朋彦共編、琉球放送） 1997
- 『沖縄の自己検証 鼎談・「情念」から「論理」へ』（真栄城守定, 牧野浩隆共編著、ひるぎ社、おきなわ文庫） 1998
- 『沖縄イニシアティブ 沖縄発・知的戦略』（大城常夫, 真栄城守定共編著、ひるぎ社、おきなわ文庫） 2000
- 『琉球・沖縄と海上の道』（豊見山和行共編、吉川弘文館、街道の日本史56） 2005
- 『「沖縄問題」とは何か 対論』（読売新聞西部本社文化部編、仲里効共著、弦書房） 2007
- 『日本の歴史14 周縁から見た中世日本』（大石直正, 高橋公明共著、講談社） 2001。講談社学術文庫 2009
- 『沖縄問題 リアリズムの視点から』（中公新書） 2017
- 『首里城を解く　文化財継承のための礎を築く』監修（島村幸一編、勉誠出版）2021

### 編集委員
- 「真境名安興全集」全4巻（富島壯英, 豊見山和行, 仲程昌徳, 玉木順彦共編、琉球新報社） 1993

1. 『沖縄一千年史 - 古代紀、四王統の興亡、尚円王統』
2. 『沖縄現代史 - 置県前期、置県より日清戦没に至る、日清戦没後より県制施行に至る他 沖縄教育史要』
3. 『笑古漫筆 - 備忘録 歴史論考』
4. 『琉球の五偉人、沖縄の婦人性、文学論考、作品、伝記、雑纂』

- 『沖縄県の地名 日本歴史地名大系48』（平凡社） 2002
- 『沖縄県の歴史 県史47』（安里進, 田名真之, 豊見山和行, 西里喜行, 真栄平房昭共著、山川出版社） 2004、新版 2010
- 『中台関係・日米同盟・沖縄 その現実的課題を問う 沖縄クエスチョン2006』（橋本晃和, マイク・モチヅキ共編、冬至書房） 2007、のち改題『日米中トライアングルと沖縄クエスチョン』 2010
  - 『沖縄ソリューション 「普天間」を終わらせるために』（橋本晃和, マイク・モチヅキ、桜美林学園出版部） 2015 - 特別解説
- 『東アジアの文化と琉球・沖縄 琉球/沖縄・日本・中国・越南 琉球大学人の移動と21世紀のグローバル社会』（上里賢一, 平良妙子共編、彩流社） 2010

### 監修
- 『沖縄の世界遺産』（監修、JTBパブリッシング） 2013

## 論文
- ＜高良倉吉

## メディア出演

### テレビ
- 歴史秘話ヒストリア (NHK） 2020.8.26 - 「あざやかなり首里城」

### ラジオ
- Fine! (エフエム沖縄) - コーナー「高良倉吉の沖縄歴史散歩」